# 2014 год
2014 (две ты́сячи четы́рнадцатый) год  по григорианскому календарю — невисокосный год, начинающийся в среду. Это 2014 год нашей эры, 4‑й год 2‑го десятилетия XXI века 3‑го тысячелетия, 5‑й год 2010‑х годов. Он закончился 11 лет назад.
| Пн | Вт | Ср | Чт | Пт | Сб | Вс |
|    |    | 1  | 2  | 3  | 4  | 5  |
| 6  | 7  | 8  | 9  | 10 | 11 | 12 |
| 13 | 14 | 15 | 16 | 17 | 18 | 19 |
| 20 | 21 | 22 | 23 | 24 | 25 | 26 |
| 27 | 28 | 29 | 30 | 31 |    |    |

| Пн | Вт | Ср | Чт | Пт | Сб | Вс |
|    |    |    |    |    | 1  | 2  |
| 3  | 4  | 5  | 6  | 7  | 8  | 9  |
| 10 | 11 | 12 | 13 | 14 | 15 | 16 |
| 17 | 18 | 19 | 20 | 21 | 22 | 23 |
| 24 | 25 | 26 | 27 | 28 |    |    |

| Пн | Вт | Ср | Чт | Пт | Сб | Вс |
|    |    |    |    |    | 1  | 2  |
| 3  | 4  | 5  | 6  | 7  | 8  | 9  |
| 10 | 11 | 12 | 13 | 14 | 15 | 16 |
| 17 | 18 | 19 | 20 | 21 | 22 | 23 |
| 24 | 25 | 26 | 27 | 28 | 29 | 30 |
| 31 |    |    |    |    |    |    |

| Пн | Вт | Ср | Чт | Пт | Сб | Вс |
|    | 1  | 2  | 3  | 4  | 5  | 6  |
| 7  | 8  | 9  | 10 | 11 | 12 | 13 |
| 14 | 15 | 16 | 17 | 18 | 19 | 20 |
| 21 | 22 | 23 | 24 | 25 | 26 | 27 |
| 28 | 29 | 30 |    |    |    |    |

| Пн | Вт | Ср | Чт | Пт | Сб | Вс |
|    |    |    | 1  | 2  | 3  | 4  |
| 5  | 6  | 7  | 8  | 9  | 10 | 11 |
| 12 | 13 | 14 | 15 | 16 | 17 | 18 |
| 19 | 20 | 21 | 22 | 23 | 24 | 25 |
| 26 | 27 | 28 | 29 | 30 | 31 |    |

| Пн | Вт | Ср | Чт | Пт | Сб | Вс |
|    |    |    |    |    |    | 1  |
| 2  | 3  | 4  | 5  | 6  | 7  | 8  |
| 9  | 10 | 11 | 12 | 13 | 14 | 15 |
| 16 | 17 | 18 | 19 | 20 | 21 | 22 |
| 23 | 24 | 25 | 26 | 27 | 28 | 29 |
| 30 |    |    |    |    |    |    |

| Пн | Вт | Ср | Чт | Пт | Сб | Вс |
|    | 1  | 2  | 3  | 4  | 5  | 6  |
| 7  | 8  | 9  | 10 | 11 | 12 | 13 |
| 14 | 15 | 16 | 17 | 18 | 19 | 20 |
| 21 | 22 | 23 | 24 | 25 | 26 | 27 |
| 28 | 29 | 30 | 31 |    |    |    |

| Пн | Вт | Ср | Чт | Пт | Сб | Вс |
|    |    |    |    | 1  | 2  | 3  |
| 4  | 5  | 6  | 7  | 8  | 9  | 10 |
| 11 | 12 | 13 | 14 | 15 | 16 | 17 |
| 18 | 19 | 20 | 21 | 22 | 23 | 24 |
| 25 | 26 | 27 | 28 | 29 | 30 | 31 |

| Пн | Вт | Ср | Чт | Пт | Сб | Вс |
| 1  | 2  | 3  | 4  | 5  | 6  | 7  |
| 8  | 9  | 10 | 11 | 12 | 13 | 14 |
| 15 | 16 | 17 | 18 | 19 | 20 | 21 |
| 22 | 23 | 24 | 25 | 26 | 27 | 28 |
| 29 | 30 |    |    |    |    |    |

| Пн | Вт | Ср | Чт | Пт | Сб | Вс |
|    |    | 1  | 2  | 3  | 4  | 5  |
| 6  | 7  | 8  | 9  | 10 | 11 | 12 |
| 13 | 14 | 15 | 16 | 17 | 18 | 19 |
| 20 | 21 | 22 | 23 | 24 | 25 | 26 |
| 27 | 28 | 29 | 30 | 31 |    |    |

| Пн | Вт | Ср | Чт | Пт | Сб | Вс |
|    |    |    |    |    | 1  | 2  |
| 3  | 4  | 5  | 6  | 7  | 8  | 9  |
| 10 | 11 | 12 | 13 | 14 | 15 | 16 |
| 17 | 18 | 19 | 20 | 21 | 22 | 23 |
| 24 | 25 | 26 | 27 | 28 | 29 | 30 |

| Пн | Вт | Ср | Чт | Пт | Сб | Вс |
| 1  | 2  | 3  | 4  | 5  | 6  | 7  |
| 8  | 9  | 10 | 11 | 12 | 13 | 14 |
| 15 | 16 | 17 | 18 | 19 | 20 | 21 |
| 22 | 23 | 24 | 25 | 26 | 27 | 28 |
| 29 | 30 | 31 |    |    |    |    |

Год культуры в России.
Год российской культуры в Великобритании и Год британской культуры в России.
Год науки Россия — ЕС.
Год гостеприимства в Беларуси.
Города Рига (Латвия) и Умео (Швеция) стали культурными столицами Европы на 2014 год.
Международный год кристаллографии (ЮНЕСКО).
Международный год семейных фермерских хозяйств (ФАО).

## События
См. также: Категория:2014 год

### Январь
- 1 января
  - Латвия перешла на евро, став 18-м членом еврозоны[7].
  - Греция стала председательствовать в Совете Европейского союза[8].
  - Россия стала председательствовать в G8[9].
  - Новым президентом Швейцарии стал Дидье Буркхальтер[10].
- 3 января — в провинции Анбар (Ирак) в результате вооружённых столкновений погибли более 100 человек[11].
- 5 января — парламентские выборы в Бангладеш[12].
- 16 января — Верховная Рада Украины по инициативе В. Януковича приняла «законы 16 января», позже критикуемые оппозицией (большинство из этих законов вскоре были отменены)[источник не указан 702 дня].
- 19 января — на Филиппинах в результате наводнения погибли 40 человек, 5 жителей пропало без вести, 160 тысяч лишились крова[13].
- 20 января — Катрин Самба-Панза избрана президентом ЦАР, став первой женщиной главой государства в истории страны[14].

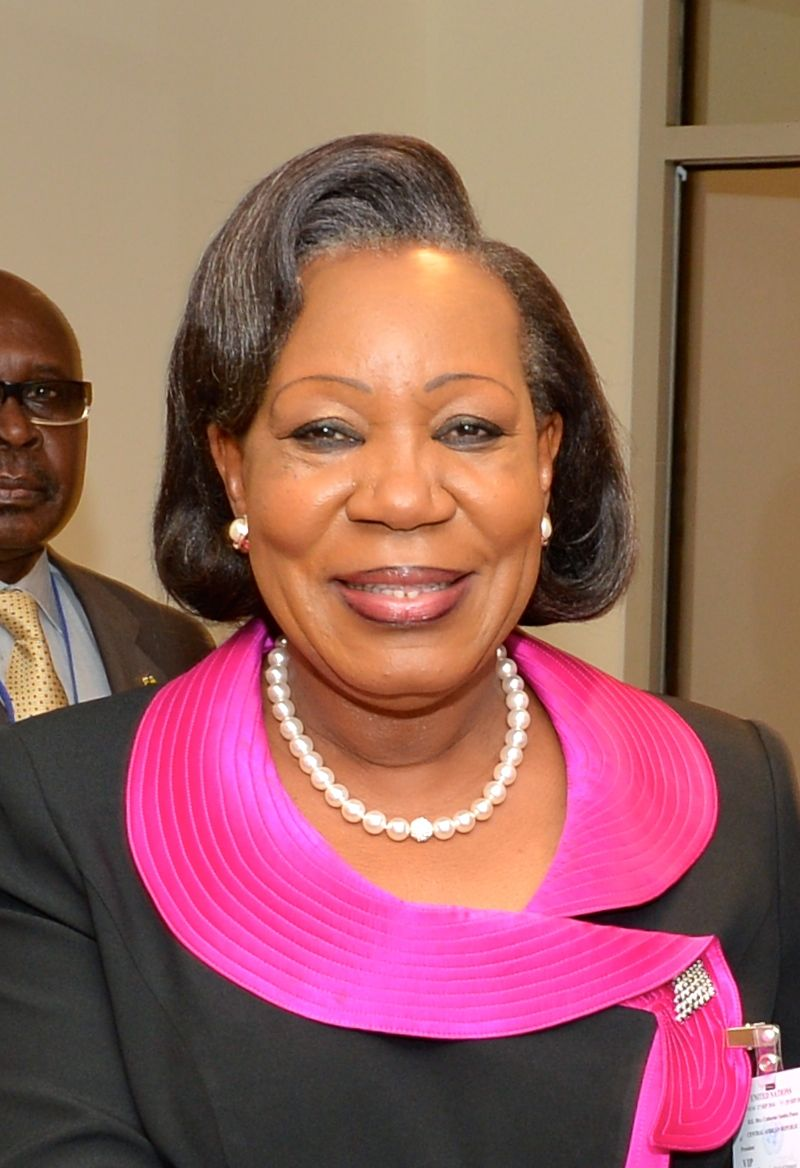
Катрин Самба-Панза

- 22 января — Лаймдота Страуюма стала премьер-министром Латвии[15].
- 25 января — в должность президента Мадагаскара вступил Эри Раджаонаримампианина[16].
- 26 января — 2 февраля — 34-й чемпионат мира по хоккею с мячом (Иркутск и Шелехов, Россия)[17]. Победу одержала сборная России[18].
- 27 января — в должность президента Гондураса вступил Хуан Орландо Эрнандес[19].
- 28 января — исполняющим обязанности премьер-министра Украины стал Сергей Арбузов[20]. Сменил на этом посту Николая Азарова[21].
- 29 января — новым премьер-министром Чехии стал Богуслав Соботка[22].
- 30 января — учёные Гарвардского университета (Harvard University) совместно с компанией MITRE Corporation создали первый в мире нанопроцессор, который получил название nanoFSM[23].

### Февраль
- 2 февраля

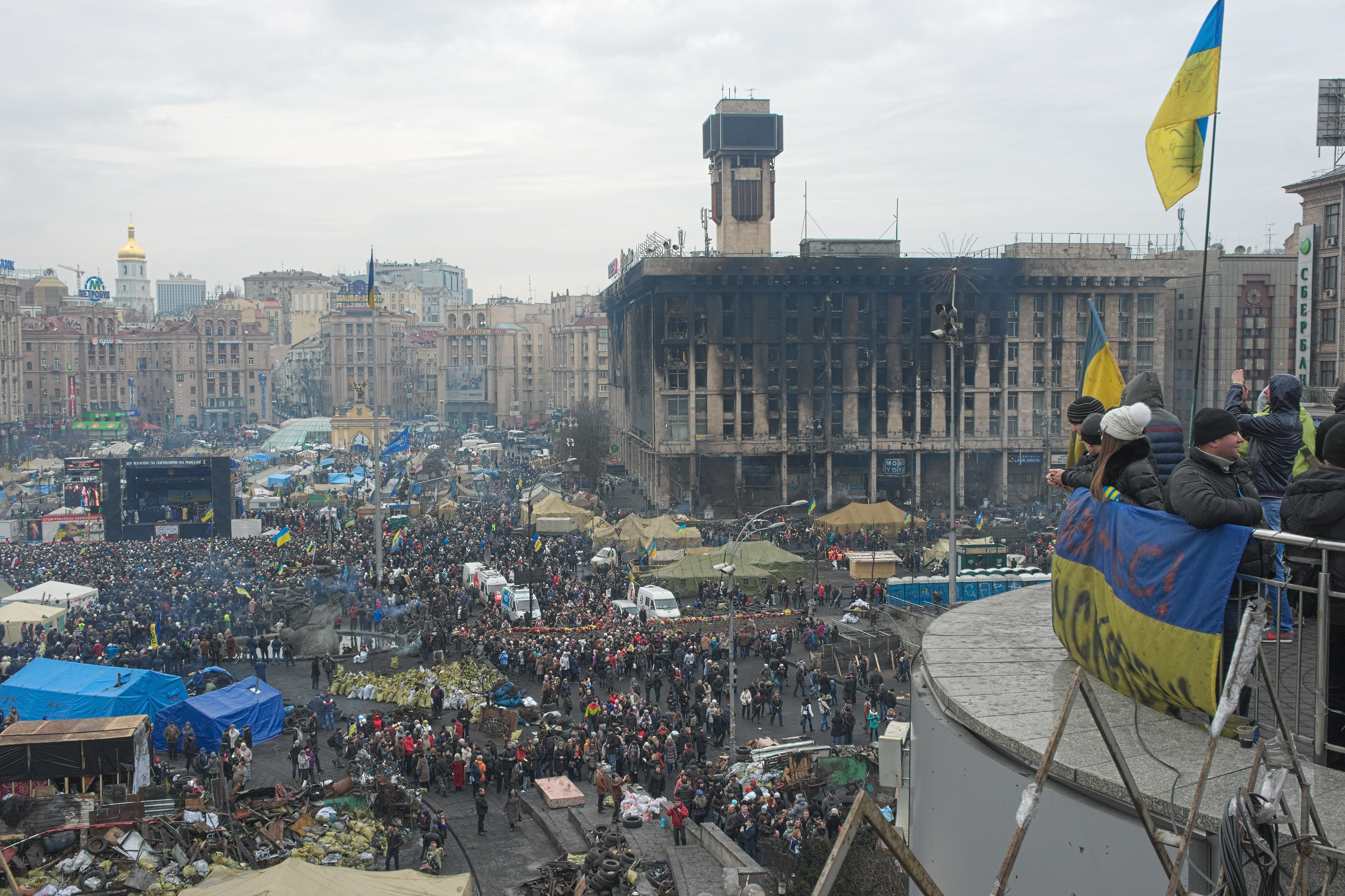
Майдан на площади независимости в Киеве после отставки Виктора Януковича

  - Парламентские выборы в Таиланде[24]. По решению Конституционного суда выборы объявлены недействительными[25].
  - Всеобщие выборы в Коста-Рике[26].
  - Президентские выборы в Сальвадоре (1 тур)[26].
- 3 февраля
  - Стрельба в школе № 263 города Москвы[27].
  - В городе Бода (ЦАР) в результате религиозных столкновений погибли 75 человек[28].
- 6—16 февраля — 64-й Берлинский кинофестиваль[29].
- 7—23 февраля — XXII зимние Олимпийские игры (Сочи, Россия)[30].
- 8 февраля — в Мексике с начала года от свиного гриппа погибли более 400 человек[31].
- 18—21 февраля — во время новых столкновений оппозиции с милицией в центре Киева погибли 77 человек, 16 из которых сотрудники правоохранительных органов[32].
- 22 февраля
  - Маттео Ренци стал премьер-министром Италии[33].
  - Верховная Рада приняла постановление о самоустранении президента Украины Виктора Януковича от исполнения конституционных обязанностей и назначила досрочные выборы президента на 25 мая 2014 года[34].
- 23 февраля — обязанности президента Украины возложены на Александра Турчинова[35].
- 26 февраля—2 марта — чемпионат мира по велотреку в Колумбии[36].
- 27 февраля — начало активной фазы российской аннексии Крыма. Верховная Рада Украины утвердила новый кабинет министров. Премьер-министром стал Арсений Яценюк, сменив исполняющего обязанности Сергея Арбузова[37].

### Март

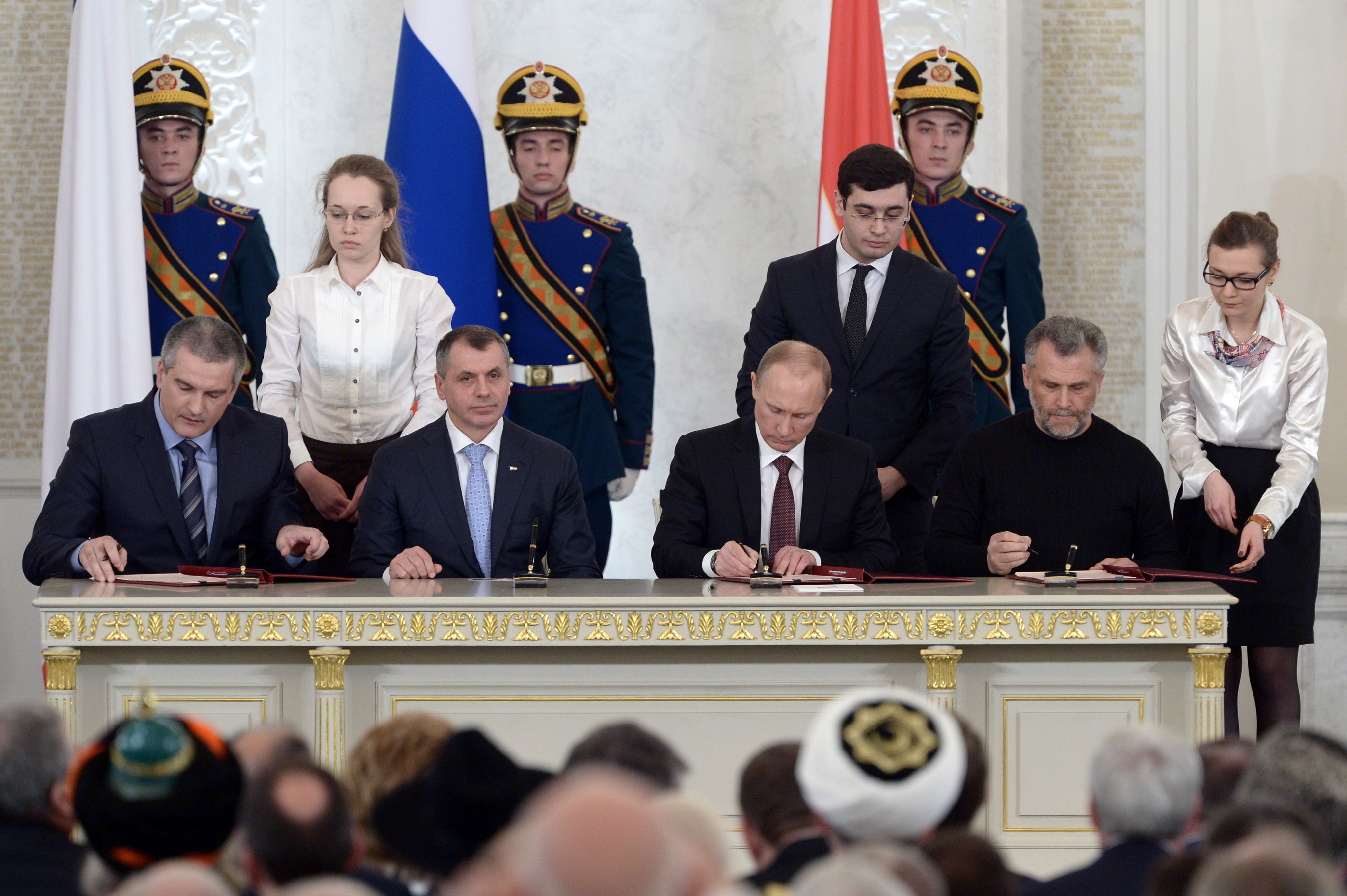
Владимир Путин подписывает указ об аннексии Крыма Россией

- 1 марта — Совет Федерации удовлетворил просьбу президента России Владимира Путина об использовании Вооружённых Сил РФ на территории Украины до «нормализации общественно-политической обстановки в этой стране»[38].
- 5 марта — Венесуэла разорвала дипломатические отношения с Панамой в связи с реакцией Панамы на события в Венесуэле (2014)[39].
- 7—16 марта — XI Зимние Паралимпийские игры (Сочи, Россия)[40].
- 8 марта — в Малайзии при пролёте над Южно-Китайским морем пропал с экранов радаров самолёт Boeing 777—200 авиакомпании Malaysia Airlines c 227 пассажирами и 12 членами экипажа на борту[41].
- 9 марта
  - Парламентские выборы в КНДР[42].
  - Второй тур президентских выборов в Сальвадоре[43].
  - Парламентские выборы в Колумбии[44].
- 11 марта
  - Космический корабль Союз ТМА-10М совершил посадку в Казахстане[45].
  - Парламент Крыма принял декларацию о независимости от Украины[46].
  - Вступила в должность президент Чили Мишель Бачелет[47].
- 14—16 марта — чемпионат мира по шорт-треку в Канаде (Монреаль)[48].
- 15 марта
  - Верховная Рада Украины объявила о роспуске парламента Крыма[49].
  - Президентские выборы в Словакии[50][51]. Во второй тур вышли премьер-министр Роберт Фицо и предприниматель, самовыдвиженец Андрей Киска[52].
- 16 марта
  - Россия провела референдум о статусе Крыма в Автономной Республике Крым и в Севастополе[53]. По официальным результатам референдума 96,77 % избирателей Автономной Республики Крым[54] и 95,6 % избирателей Севастополя[55] высказались за аннексию Крыма Россией[56].
  - Парламентские выборы в Сербии[57]. По предварительным данным, победу одержала Сербская прогрессивная партия[58].
- 16—21 марта — референдум в области Венеция по вопросу о выходе из состава Италии[59]. 89 % избирателей проголосовало за независимость[60].
- 17 марта
  - Российский рубль официально провозглашён валютой в Крыму наряду с украинской гривной[61].
  - Президент России Владимир Путин подписал указ о признании независимости Крыма[62].
- 18 марта — аннексия Крыма Российской Федерацией. В Кремле подписан договор о принятии Крыма и Севастополя в состав России[63][64].
- 19 марта — Украина заявила о намерении покинуть СНГ[65].
- 21 марта — Совет Федерации России ратифицировал договор об аннексии Крыма Россией[66] и одобрил Федеральный конституционный закон об образовании новых субъектов Российской Федерации — Крыма и Севастополя. После подписания Президентом России Владимиром Путиным соответствующих законов[67] и их опубликования[68][69], они вступили в силу.
- 22 марта — Парламентские выборы на Мальдивах[70].
- 26 марта
  - Старт космического корабля Союз ТМА-12М к международной космической станции[71].
  - Премьер-министром Эстонии стал Таави Рыйвас[72].
- 26—30 марта — чемпионат мира по фигурному катанию (Сайтама, Япония)[73].
- 29 марта — второй тур выборов президента Словакии[74]. Победу одержал самовыдвиженец Андрей Киска[75].
- 31 марта — премьер-министр Франции Жан-Марк Эро отправлен в отставку, на этот пост назначен Мануэль Вальс[76].

### Апрель

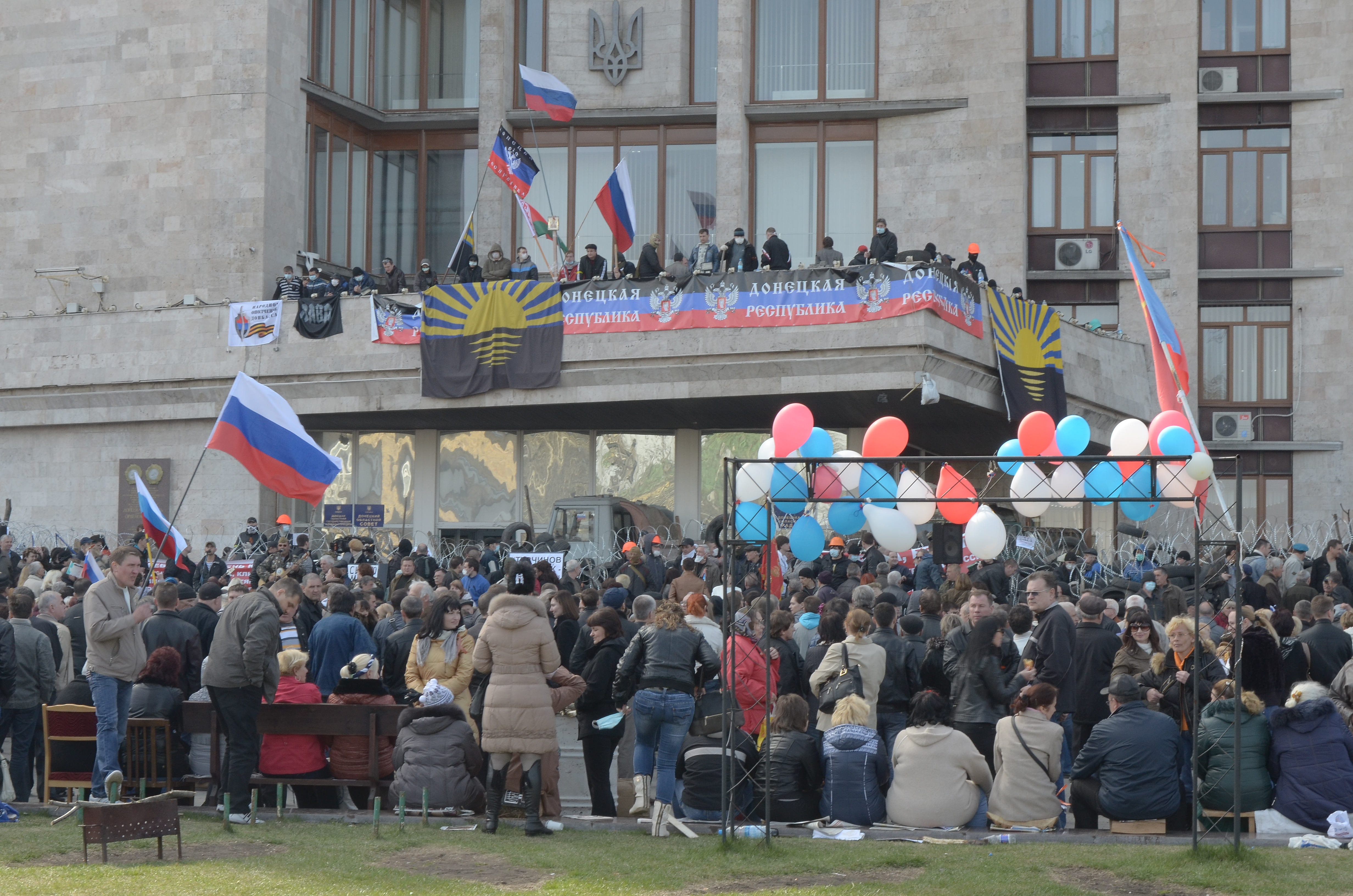
Сепаратистские протесты в администрации Донецка

- 2 апреля — премьер-министром Казахстана стал Карим Масимов[77].
- 3 апреля — Жоомарт Оторбаев утверждён новым премьер-министром Кыргызстана[78].
- 5 апреля
  - Выборы президента Афганистана[79]. Победителем был признан Ашраф Гани[80].
  - Президент Мали Ибрагим Бубакар Кейта сменил главу правительства. Вместо Умара Ли этот пост занял Муса Мара[81].
- 6 апреля
  - Парламентские выборы в Венгрии[82], правящая партия ФИДЕС сохранила большинство в парламенте[83].
  - В Коста-Рике состоялся второй тур президентских выборов, победу одержал Луис Гильермо Солис[84].
- 7 апреля — в Донецке и Луганске начались сепаратистское движения. В Донецке провозглашена Донецкая Народная Республика. Началась Война в Донбассе.
- 7 апреля — 12 мая — парламентские выборы в Индии[85]. Победу одержала оппозиционная партия Бхаратия джаната парти[86].
- 8 апреля — корпорация Microsoft прекратила расширенную поддержку ОС Windows XP[87].
- 9 апреля — Парламентские выборы в Индонезии[88].
- 11 апреля — парламент Республики Крым принял новую Конституцию в связи с аннексией полуострова Россией[89].
- 13 апреля
  - Президентские выборы в Македонии[90]. По предварительным данным, лидирует действующий президент Георге Иванов[91].
  - Президентские и парламентские выборы в Гвинее-Бисау[92]. Парламентские выборы выиграла партия ПАИГК[93].
  - В Нигерии около 60 жителей страны погибли в результате нападения боевиков Боко Харам[94].
  - Премьер-министром Армении стал Овик Абрамян[95].
- 14 апреля — в столице Нигерии Абудже более 70 жителей страны погибли в результате нападения боевиков Боко Харам на автовокзал, 124 получили ранения[96].
- 16 апреля — крушение парома «Севоль» у юго-западного побережья Южной Кореи. Из 476 человек, находившихся на борту, спасти удалось лишь 172[97].
- 17 апреля — президентские выборы в Алжире[98]. По предварительным данным, победил нынешний президент Абдельазиз Бутефлика[99].
- 18 апреля
  - В США произведён запуск к МКС частного многоразового космического корабля Dragon[100].
  - На ледопаде Кхумбу (гора Джомолунгма, Непал) сошла лавина, 16 человек погибли, 9 ранены[101].
- 23 апреля — президентские выборы в Ливане[102].
- 25 апреля — в Афганистане в результате наводнения на севере и северо-западе погибли более 100 жителей и тысяча голов домашнего скота, пострадали поля с сельскохозяйственными культурами[103].
- 27 апреля
  - Президентские (2-й тур) и досрочные парламентские выборы в Македонии[104]. Победу одержала правящая партия Внутренняя македонская революционная организация — Демократическая партия македонского национального единства[105]. Президентом переизбран Георге Иванов[106].
  - Новым премьер-министром Сербии стал Александр Вучич[107].
  - Вооружённый конфликт на востоке Украины: Провозглашена Луганская Народная Республика[108].
- 28 апреля — с космодрома Байконур произведён запуск третьего казахстанского космического спутника KazSat-3[109].
- 30 апреля
  - Парламентские выборы в Ираке[110].
  - С космодрома Куру во Французской Гвиане произведён запуск первого казахстанского спутника космической системы дистанционного зондирования Земли KazEOSat-1[111].

### Май

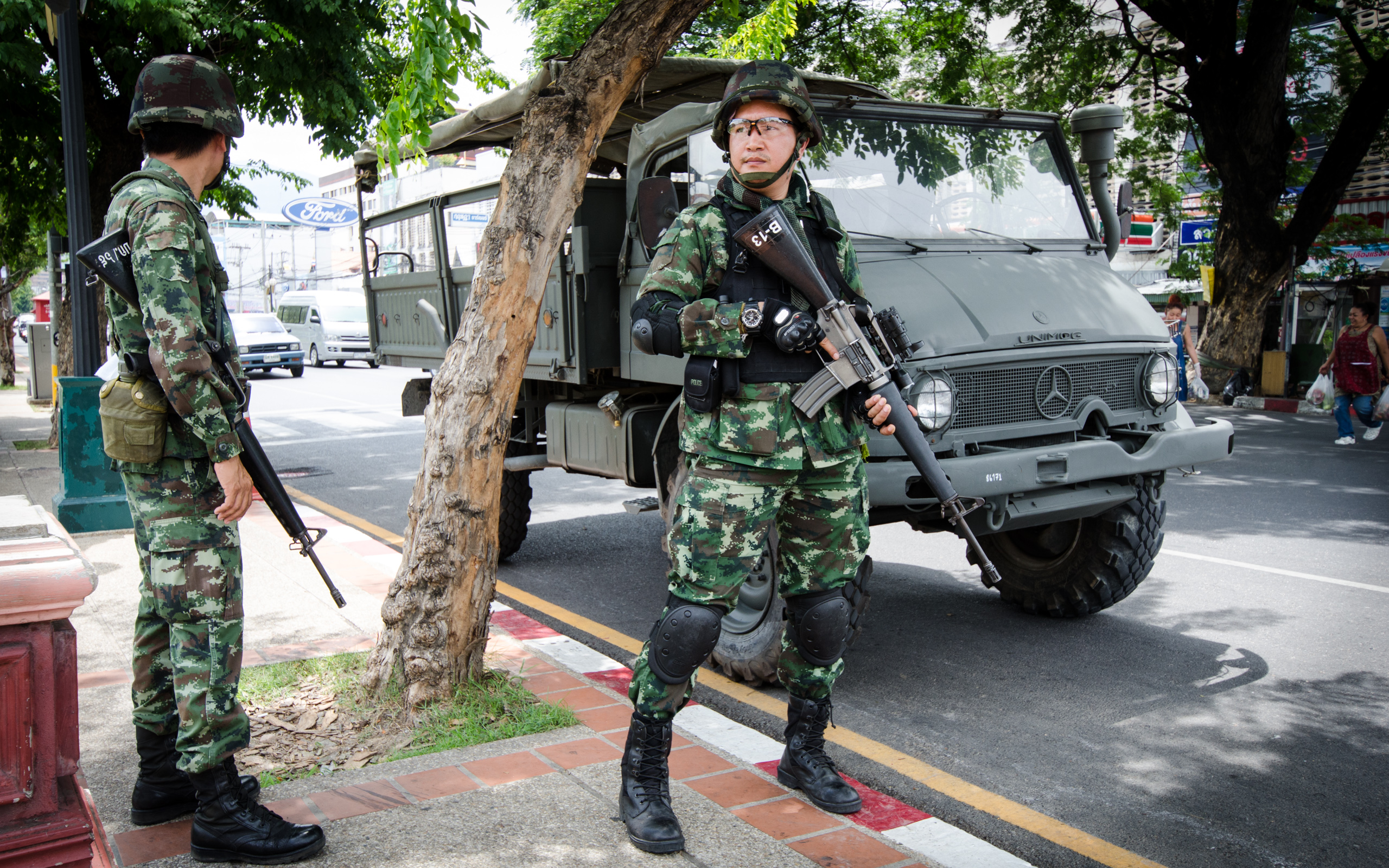
Военный переворот в Таиланде

- 1 мая — в Мариуполе пророссийские сепаратисты захватили здания СБУ, прокуратуры и МВД.[источник не указан 702 дня].
- 2 мая
  - Вооружённый конфликт на востоке Украины: В Одессе (Украина) произошли столкновения сторонников и противников украинских властей, погибли по официальным данным 46 человек, 48 пропали без вести[112]. По неофициальным данным, погибли 116 человек[113], среди которых есть несовершеннолетние.
  - В Афганистане в провинции Бадахшан произошёл селевой оползень, погибли более 250 жителей, пропали без вести около 2500 человек[114][115].
  - Россия созвала экстренное заседание Совбеза ООН из-за ситуации в Славянске[источник не указан 702 дня].
- 4 мая
  - Премьер-министром Ливии избран Ахмед Майтыг[116].
  - Президентские и парламентские выборы в Панаме[117]. По предварительным данным, победу одержал Хуан Карлос Варела[118].
- 6—10 мая — песенный конкурс Евровидение (Копенгаген, Дания)[119]. Победу одержал австрийский певец Томас Нойвирт, выступивший под псевдонимом Кончита Вурст.
- 7 мая
  - Парламентские выборы в ЮАР[120].
  - Конституционный суд Таиланда отправил в отставку премьер-министра Йинглак Чиннават[121]. Премьер-министром Таиланда стал Ниваттхумронг Бунсонгпайсан[122].
  - Нападение боевиков на город Гамбору на северо-востоке Нигерии, более 300 человек убиты, десятки ранены[123].
- 8 мая — вступил в должность президент Коста-Рики Луис Гильермо Солис[124].
- 9—25 мая — 78-й чемпионат мира по хоккею с шайбой (Минск, Белоруссия)[125] Победу одержала сборная России[126].
- 11 мая
  - Президентские выборы в Литве[127]. По предварительным данным, лидирует действующий президент Даля Грибаускайте[128].
  - Вооружённый конфликт на востоке Украины: Пророссийские сепаратисты провели референдумы в Донецкой и Луганской областях Украины[129].
- 12 мая — провозглашена независимость Донецкой Народной Республики и подано прошение о принятии её в состав Российской Федерации[130].
- 12—25 мая — перепись населения в Республике Молдова[131][132].
- 13 мая — в результате взрыва и последующего за ним обвала на турецкой шахте, расположенной в провинции Маниса, погиб 301 человек, 485 спасены[133].
- 14—25 мая — 67-й Международный Каннский кинофестиваль[134].
- 14 мая — космический корабль Союз ТМА-11М совершил посадку в Казахстане, Экипаж посадки: Михаил Тюрин (ФКА), Ричард Мастраккио (НАСА) и Коити Ваката (JAXA)[135].
- 15 мая — у берегов Бангладеш затонул пассажирский паром, 52 человека погибли, более 50 пропали без вести, 75 спасены[136].
- 18 мая — второй тур президентских выборов в Гвинее-Бисау[137]. Победу одержал Жозе Мариу Ваш[138].
- 20 мая
  - В результате столкновения грузового и пассажирского поездов в Наро-Фоминском районе Подмосковья 6 человек погибли, около 30 пострадали[139].
  - Выборы президента Малави[140].
- 22 мая — военный переворот в Таиланде. В стране объявлено чрезвычайное положение, власть перешла в руки Комитета по защите национальной безопасности во главе с генералом Праютом Чан-Оча[141].
- 22—25 мая — выборы в Европарламент[142].
- 24 мая
  - Вооружённый конфликт на востоке Украины: самопровозглашаемые Донецкая и Луганская республики объявили о создании Союза народных республик с названием Новороссия[143].
  - Президент Малави Джойс Банда аннулировала итоги президентских выборов в этой стране, в которых победил Питер Мутарика[144].
- 25 мая
  - Досрочные выборы президента Украины. Победу одержал Пётр Порошенко[145].
  - Парламентские выборы в Бельгии[146].
  - Второй тур выборов президента Литвы[147]. Победу одержала действующий президент Даля Грибаускайте[148].
  - Выборы президента Колумбии[149].
- 26—27 мая — выборы президента Египта[150]. По предварительным данным победу одержал Абдул Ас-Сиси[151].
- 26 мая
  - Премьер-министр Индии Нарендра Моди вступил в должность[152].
  - Секретарь Совета национальной безопасности и обороны Украины Андрей Парубий заявил, что страна начинает процесс выхода из СНГ[153].
- 27 мая — в Абхазии оппозиция во главе с Раулем Хаджимба захватила президентский дворец и объявила о взятии власти в республике[154].
- 28 мая — старт космического корабля Союз ТМА-13М к международной космической станции[155].
- 29 мая — в Астане (Казахстан) подписан договор о создании Евразийского экономического союза[156].
- 31 мая—14 июня — чемпионат мира по хоккею на траве среди женщин в Гааге (Нидерланды), чемпионам стали хоккеистки Нидерландов[157].
- 31 мая—15 июня — чемпионат мира по хоккею на траве среди мужчин в Гааге (Нидерланды), чемпионам стали хоккеисты Австралии[158].
- 31 мая
  - Исполняющим обязанности президента Абхазии назначен спикер парламента Валерий Бганба[159].
  - Президентом Малави стал Питер Мутарика[160].

### Июнь
- 1 июня

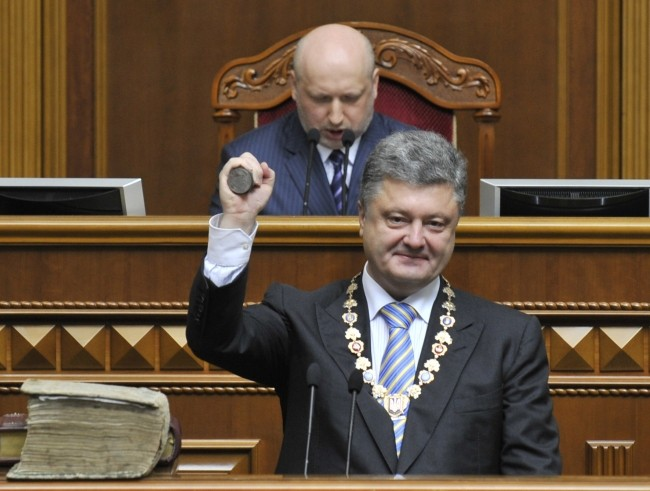
Инаугурация Петра Порошенко

  - В Республике Крым и Севастополе российский рубль стал единственной официальной валютой[161].
  - Президент Абхазии Александр Анкваб подал в отставку[162].
  - Президент Словении Борут Пахор распустил парламент страны[163].
  - В Сальвадоре вступил в должность новый президент Сальвадор Санчес Серен[164].
- 2 июня
  - Массовые митинги в Испании с требованием упразднения монархии и введения республиканской формы правления[165].
  - Исполняющим обязанности премьер-министра Абхазии стал Владимир Делба[166].
  - В Индии образован новый штат — Телингана.
- 3 июня — выборы президента Сирии[167]. Победу одержал действующий президент Башар Асад[168].
- 7 июня
  - Вступил в должность президент Украины Пётр Порошенко[169].
  - Более 100 человек погибли на севере Афганистана в результате оползней. Ранены более 100 человек, десятки домов разрушены[170].
- 7 июня — 23 ноября — 14-я Венецианская архитектурная биеннале[171].
- 8 июня
  - Вступил в должность президент Египта Абдель Фаттах Ас-Сиси[172].
  - Парламентские выборы в Южной Осетии[173].
  - Досрочные парламентские выборы в Косове[174][175].
- 10 июня — выборы президента Израиля[176]. Президентом избран Реувен Ривлин[177].
- 11 июня — Луганский аэропорт прекратил любую деятельность, из-за боёв за него.
- 12 июня — 13 июля — XX чемпионат мира по футболу (Бразилия)[178]. Чемпионами мира в четвёртый раз стала сборная Германии[179].
- 14 июня — второй тур выборов президента Афганистана[180].
- 15 июня
  - Вступил в должность президент Словакии Андрей Киска[181].
  - Второй тур выборов президента Колумбии[182]. Победу одержал действующий президент Хуан Мануэль Сантос Кальдерон[183].
- 18 июня — от престола отрёкся король Испании Хуан Карлос I после 39 лет правления.
- 19 июня — коронация нового короля Испании Филиппа VI[184].
- 19—28 июня — 36-й Московский международный кинофестиваль[185].
- 20 июня
  - С космодрома Ясный (Россия) произведён запуск второго казахстанского спутника космической системы дистанционного зондирования Земли KazEOSat-2[186].
  - В Чили началось строительство самого большого телескопа в мире[187].
- 21 июня — Президентские выборы в Мавритании. Победу одержал действующий президент Мохаммед Ульд Абдель-Азиз[188].
- 24 июня — премьер-министром Финляндии стал Александр Стубб[189].
- 25 июня
  - Совет Федерации удовлетворил просьбу президента России Владимира Путина об отзыве права использования Вооружённых Сил РФ на территории Украины[190].
  - Выборы в Палату представителей Ливии[191].
- 29 июня — боевики ИГИЛ объявили об упразднении границы Ирака и Сирии, крахе системы Сайкска-Пико и эпохи колониализма на Ближнем Востоке, и провозгласили себя Халифатом[192].

### Июль
- 1 июля
  - Государственная дума России приняла закон о введении в России постоянного зимнего времени[193].
  - Вступил в должность новый президент Панамы Хуан Карлос Варела Родригес[194].
- 3 июля — стартовавшая с космодрома «Плесецк» ракета-носитель «Рокот» вывела на орбиту три спутника связи «Гонец-М»[195].
- 9 июля
  - С космодрома «Плесецк» запущена ракета-носитель «Ангара-1.2ПП»[196][197][198].
  - В Индонезии прошли Президентские выборы, по предварительным данным победу на них одержал Джоко Видодо[199].
- 13 июля — внеочередные парламентские выборы в Словении[200]. Победу одержала Партия Миро Церара[201].
- 15 июля — в результате крушения поезда в Московском метро погибли 24 человека, более 200 ранены[202].
- 15—23 июля — чемпионат мира по фехтованию (Казань, Россия)[203].
- 17 июля — война на Донбассе: подконтрольные России сепаратисты сбили над Украиной самолёт малайзийской авиакомпании Malaysia Airlines Boeing 777, совершавший рейс Амстердам — Куала-Лумпур. Все находившиеся на борту люди (298 человек[204][205]) погибли[206][207][208].
- 24 июля — вступил в должность президент Израиля Реувен Ривлин[209].
- 30 июля — в округе Пуна штата Махараштра в Индии сошёл оползень, погибли более 70 человек[210].

### Август
- 1—14 августа — шахматная олимпиада (Тромсё, Норвегия)[211].
- 1—17 августа — женский чемпионат мира по регби во Франции[212]. Победу одержала сборная Англия[213].
- 6 августа — распущен парламент Болгарии, служебное правительство Болгарии возглавил Георги Близнашки[214].
- 6—10 августа — чемпионат мира по гребле на байдарках и каноэ (Москва, Россия)[215].
- 9 августа — беспорядки в Фергюсоне (США). Причиной стал инцидент, в котором безоружный чернокожий Майкл Браун был застрелен белокожим местным полицейским Дарреллом Уилсоном во время попытки ареста[216].

- 10 августа

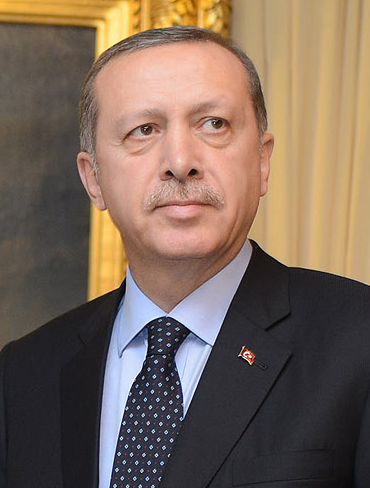
Реджеп Эрдоган

  - Первые всенародные президентские выборы в Турции[217]. Победу одержал действующий премьер-министр Тайип Эрдоган[218].
  - В Иране при взлёте разбился пассажирский самолёт IrAn-140, погибли 39 человек[219].
- 16—28 августа — II Летние юношеские Олимпийские игры (Нанкин, Китай)[220].
- 21—24 августа — Чемпионат мира по летнему биатлону (Тюмень, Россия).[источник не указан 3200 дней]
- 22 августа — около 170 человек погибли в Средиземном море, в результате крушения судна с беженцами из Сомали, Ливии и Эретрии[221].
- 24 августа — досрочные выборы президента Абхазии[222]. Победу одержал Рауль Хаджимба[223].
- 24—31 августа — чемпионат мира по академической гребле в Амстердаме (Нидерланды)[224].
- 25 августа
  - Президент Украины Пётр Порошенко объявил о роспуске Верховной Рады[225].
  - Космический аппарат «Новые горизонты», направляющийся к Плутону, пересёк орбиту Нептуна[226].
- 25—31 августа — чемпионат мира по дзюдо в Челябинске (Россия)[227].
- 27 августа—6 сентября — 71-й Венецианский кинофестиваль[228].
- 28 августа — вступил в должность президента Турции Реджеп Эрдоган; и. о. премьер-министра Турции стал Ахмет Давутоглу[229].
- 30 августа — военный переворот в Лесото. Премьер-министр Томас Табане бежал из страны[230].
- 30 августа—14 сентября — Чемпионат мира по баскетболу в Испании[231]. Чемпионами мира стали баскетболисты США[232].
- 30 августа—21 сентября — Чемпионат мира по волейболу в Польше[233].

### Сентябрь
- 5 сентября — Вооружённый конфликт на востоке Украины: подписан Минский протокол о прекращении огня между Украиной и подконтрольной России ДНР[источник не указан 996 дней].
- 6 сентября — в результате сильнейших муссонных дождей в Пакистане и Индии погибли более 230 человек[234].
- 6—20 сентября — чемпионат мира по стрельбе в Гранаде (Испания)[235].
- 8—14 сентября — чемпионат мира по борьбе в Ташкенте (Узбекистан)[236].
- 9—14 сентября — Всемирные игры кочевников в Чолпон-Ате (Кыргызстан)[237].
- 11 сентября — космический корабль Союз ТМА-12М совершил посадку в Казахстане, Экипаж посадки: Александр Скворцов, Олег Артемьев (оба ФКА) и Стивен Суонсон (НАСА)[238].
- 14 сентября
  - Более 400 человек погибли в результате наводнений в Индии и Пакистане[239].
  - Единый день голосования в России[240].
  - Парламентские выборы в Швеции[241]. По предварительным итогам победу одержала оппозиционная Социал-демократическая партия Швеции[242].
- 15 сентября — в Тоскане умер глава Дома Романовых князь Николай Романович. Новым главой Дома Романовых стал его брат князь Димитрий Романович.
- 17 сентября — парламентские выборы в Фиджи, победу одержала партия Фиджи-Ферст во главе с лидером и временным премьер-министром Фиджи Фрэнком Баинимарем[243].
- 18 сентября — референдум о независимости Шотландии от Великобритании[244]. По результатам референдума Шотландия осталась в составе Великобритании[245].
- 20 сентября — парламентские выборы в Новой Зеландии. Победу одержала правящая Национальная партия[246].
- 21 сентября — победителем выборов президента Афганистана утверждён Ашраф Гани Ахмадзай[247].
- 22 сентября
  - Премьер-министром Польши стала женщина Эва Копач[248].
  - Президентом Вануату стал Балдвин Лонсдейл[249].
- 22—28 сентября — чемпионат мира по художественной гимнастике в Измире (Турция)[250].
- 23 сентября — 12 октября — чемпионат мира по волейболу среди женщин в Италии[251].
- 25 сентября — вступил в должность президент Абхазии Рауль Хаджимба[252].
- 26 сентября — старт космического корабля Союз ТМА-14М к Международной космической станции с экипажем в составе россиян Александра Самокутяева и Елены Серовой и американца Барри Уилмора[253].
- 27 сентября — 5 октября — чемпионат мира по баскетболу среди женщин в Турции[254].
- 29 сентября
  - В должность президент Афганистана вступил Ашраф Гани Ахмадзай; премьер-министром Афганистана стал Абдулла Абдулла[255].
  - Новым премьер-министром Абхазии стал Беслан Бутба[256].
- 29—30 сентября — XI Форум межрегионального сотрудничества Казахстана и России (Атырау, Казахстан)[257].

### Октябрь
- 3 октября 
  - Вступил в должность премьер-министр Швеции Челль Стефан Лёвен[258].
  - Утверждена награда Герой Донецкой Народной Республики, первым награждённым стал Министр обороны подконтрольной России ДНР, Владимир Кононов.
- 3—12 октября — чемпионат мира по спортивной гимнастике (Нанкин, Китай)[259].
- 4 октября — парламентские выборы в Латвии[260]. Лидирует оппозиционная партия «Согласие»[261].
- 5 октября
  - Внеочередные парламентские выборы в Болгарии[262]. Победу одержала оппозиционная партия ГЕРБ[263].
  - Парламентские и президентские выборы в Бразилии[264].
- 9 октября — Государственный совет Крыма избрал главой республики Сергея Аксёнова[265].
- 11 октября — вступил в должность премьер-министр Бельгии Шарль Мишель[266].
- 12 октября
  - Парламентские и президентские выборы в Боснии и Герцеговине[267].
  - Парламентские и президентские выборы в Боливии[268]. По предварительным данным победу в президентских выборах одержал нынешний президент Эво Моралес[269].
- 13 октября — Краматорск становится областным центром Донецкой области.
- 14—25 октября — перепись населения в Республике Крым и Севастополе[270].
- 15 октября — парламентские и президентские выборы в Мозамбике[271]. По предварительным данным президентом страны избран Филипе Ниуссе (партия ФРЕЛИМО).
- 20 октября — в должность президента Индонезии вступил Джоко Видодо[272].
- 24 октября — парламентские выборы в Ботсване[273].
- 25 октября — на Синае (Египет) в результате терактов погибли 33 египетских военнослужащих[274].
- 26 октября
  - Досрочные выборы парламента Украины[275].
  - Второй тур президентских выборов в Бразилии[276]. Победу одержала действующий президент Дилма Русеф[277].
  - Парламентские и президентские выборы в Уругвае[278].
  - Парламентские выборы в Тунисе[279].
  - США и Великобритания завершили вывод войск из Афганистана[280].
  - В России введено постоянное зимнее время[281].
- 30 октября — президент Буркина-Фасо Блез Компаоре объявил чрезвычайное положение в стране в связи с попыткой антиправительственного мятежа. В стране распущен парламент[282].
- 31 октября — президент Буркина-Фасо Блез Компаоре подал в отставку[283]. Исполняющим обязанности президента страны стал командующий вооружёнными силами Набере Оноре Траоре[284].

### Ноябрь
- 1 ноября — исполняющий обязанности президента Буркина-Фасо Набере Оноре Траоре отказался от власти. Исполняющим обязанности президента и премьер-министром провозгласил себя начальник охраны президента Исаак Зиада[285].
- 2 ноября
  - Всеобщие выборы в подконтрольных России Донецкой и Луганской Народных Республиках[286]. В ДНР победил Александр Захарченко, в ЛНР победил Игорь Плотницкий[287].
  - Президентские выборы в Румынии[288]. Во второй тур вышли действующий премьер-министр Виктор Понта и мэр Сибиу Клаус Йоханнис[289].
- 4 ноября
  - Вступили в должность глава подконтрольной России ДНР Александр Захарченко[290] и глава подконтрольной России ЛНР Игорь Плотницкий[291].
  - Выборы в конгресс США[292].
- 5—19 ноября — перепись населения Грузии[293].
- 7 ноября — премьер-министром Болгарии стал лидер партии ГЕРБ Бойко Борисов[294].
- 7—28 ноября — матч за звание чемпиона мира по шахматам (Сочи, Россия)[295]. Победу одержал Магнус Карлсен[296].
- 8—16 ноября — чемпионат мира по тяжёлой атлетике (Алма-Ата, Казахстан)[297].
- 9 ноября — по результатам опроса 2 миллиона жителей Каталонии высказались за независимость от Испании[298].
- 10 ноября — космический корабль Союз ТМА-13М совершил посадку в Казахстане (Аркалык), Экипаж посадки: Максим Сураев (ФКА), Рид Уайсмен (НАСА) и Александер Герст (ЕКА)[299].
- 10—11 ноября — саммит АТЭС (Пекин, Китай)[300].
- 12 ноября
  - Пуском последнего гидроагрегата завершилось восстановление Саяно-Шушенской ГЭС, на которой более пяти лет назад произошла техногенная катастрофа[301].
  - Спускаемый аппарат «Филы» (ЕКА) совершил посадку на комету Чурюмова — Герасименко[302]. Первая мягкая посадка на комету в истории.
  - Компания Триколор ТВ, агентство Спутник Логистик и бренд GS Group создал первый планшетный компьютер, предназначенный для просмотра Триколор ТВ.[источник не указан 2595 дней]
- 15—16 ноября — саммит G-20 в Брисбене (Австралия)[303].
- 15 ноября — 12-й детский конкурс песни Евровидение (Мальта)[304]. Победу одержал исполнитель из Италии Винченцо Кантьелло[305].
- 16 ноября — второй тур президентских выборов в Румынии[306]. Победу одержал мэр города Сибиу Клаус Йоханнис[307].
- 17 ноября — временным президентом Буркина-Фасо стал Мишель Кафандо[308].
- 18 ноября — авария на руднике и образование провала в Соликамске.
- 20—24 ноября — чемпионат мира по самбо в Нарита (Япония)[309].
- 21 ноября
  - Премьер-министр Японии Синдзо Абэ объявил о роспуске парламента и назначил досрочные парламентские выборы[310].
  - Премьер-министром Монголии стал Чимэдийн Сайханбилэг[311].
- 23 ноября — выборы президента Туниса[312].
- 24 ноября — космический корабль Союз ТМА-15М стартовал к международной космической станции. Экипаж в составе Антона Шкаплерова, Саманты Кристофоретти и Терри Вёртса[313].
- 28 ноября
  - Президентские и парламентские выборы в Намибии[314]. По предварительным данным в парламентских выборах победу одержала правящая партия СВАПО, а действующий премьер-министр страны Хаге Готтфрид Гейнгоб избран президентом Намибии[315].
  - В нигерийском городе Кано произошёл теракт, погибли 120 человек[316].
- 29 ноября — повторные выборы в парламент Бахрейна[317].
- 30 ноября
  - Парламентские выборы в Молдавии[318]. По предварительным данным, лидирует Партия социалистов Республики Молдова[319].
  - Второй тур президентских выборов в Уругвае[320]. Победу одержал Табаре Васкес[321].

### Декабрь

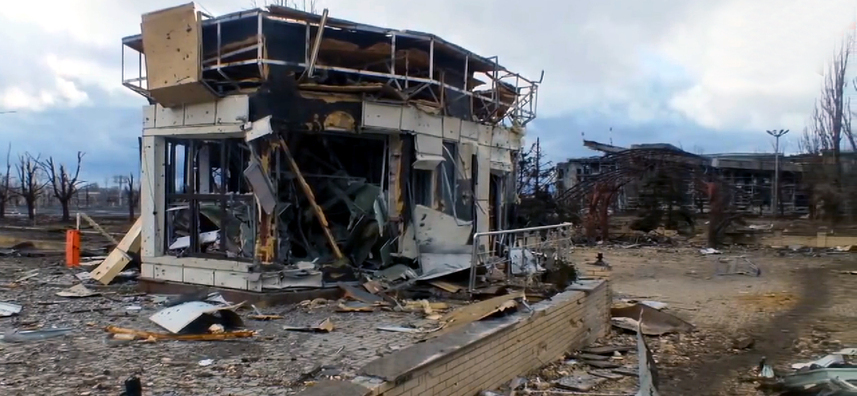
Руины Донецкого аэропорта в ходе Вооружённого конфликта на востоке Украины

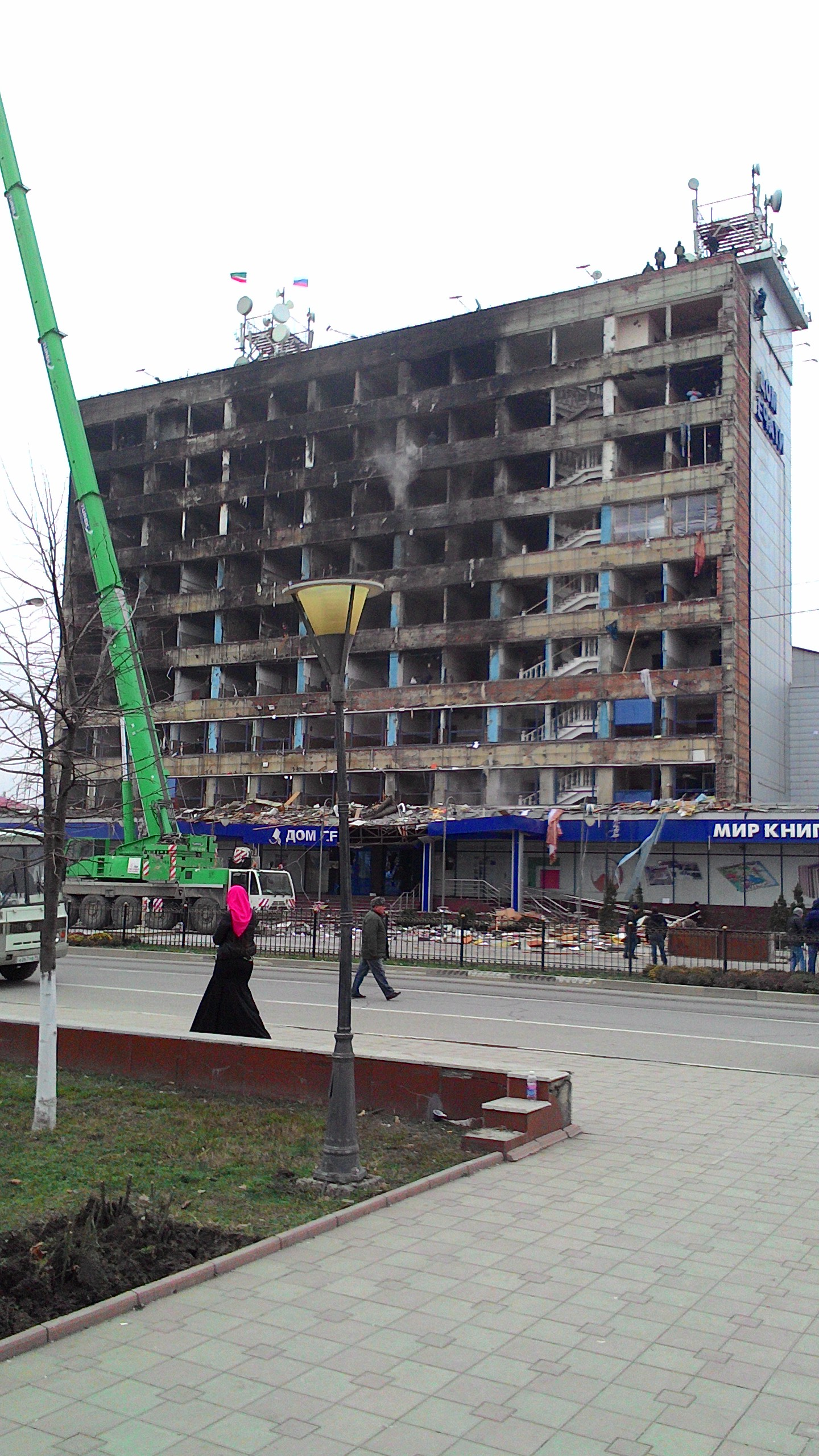
Грозненский дом печати после штурма при нападении боевиков на Грозный

- 1—8 декабря — Вооружённый конфликт на востоке Украины: Народная милиция ДНР в ходе ожесточённых боёв, взяла под свой контроль старый терминал аэропорта «Донецк»[источник не указан 996 дней].
- 4 декабря — нападение боевиков на Грозный (Россия). Погибли 14 полицейских и 36 ранены[322].
- 5 декабря — первый беспилотный испытательный полёт частично многоразового пилотируемого космического корабля Орион[323].
- 14 декабря — выборы в нижнюю палату парламента Японии. Правящий блок в составе Либерально-демократической партии под руководством премьер-министра Японии Синдзо Абэ и партии Комэйто получили две трети депутатских мандатов[324].
- 16 декабря
  - После обвального падения курса рубля по отношению к доллару США и евро, в России начался валютный кризис, вызвавший впоследствии новый финансово-экономический кризис в стране.
  - Боевики Талибан совершили захват школы в Пешаваре (Пакистан), погибли более 140 человек[325].
- 21 декабря
  - Парламентские выборы в Узбекистане[326].
  - В должность президента Румынии вступил Клаус Йоханнис[327]
  - Второй тур президентских выборов в Тунисе[328]. Президентом Туниса избран Беджи Каид Эс-Себси[329].
- 27 декабря — новым Председателем Совета Министров Белоруссии стал Андрей Кобяков[330].
- 28 декабря
  - Индонезийский авиалайнер Airbus A320 компании AirAsia потерпел катастрофу в Яванском море[331].
  - Выборы президента Хорватии[332]. Во второй тур вышли действующий президент Иво Йосипович и лидер партии Хорватское демократическое содружество Колинда Грабар-Китарович[333].
  - В результате пожара на итальянском пароме MS Norman Atlantic в Адриатическом море погибли 13[334] человек, 98 пропали без вести[335].
- 29 декабря — в Греции распущен парламент, назначены досрочные выборы[336].
- 30 декабря
  - Новым премьер-министром Королевства Тонга стал Акилиси Похива[337].
  - На Филиппинах в результате наводнения погибли 53 человека[338].
- 31 декабря — вступил в должность президент Туниса Беджи Каид Эс-Себси[339].

## Нобелевские премии
- Медицина и физиология — Джон О’Киф, Мей-Бритт Мозер и Эдвард Мозер — «За работы по клеточной биологии головного мозга»[340].
- Физика — Исаму Акасаки, Хироси Амано и Сюдзи Накамура — «За изобретение эффективных синих светодиодов, приведших к появлению ярких и энергосберегающих источников белого света»[341].
- Химия — Эрику Бетцигу, Штефану Хеллу и Уильяму Мёрнеру — «За разработку суперфлуоресцентной микроскопии»[342].
- Литература — Патрик Модиано — «За искусство памяти, благодаря которому он выявил самые непостижимые человеческие судьбы и раскрыл жизненный мир человека времён оккупации»[343].
- Премия мира — Малала Юсуфзай и Кайлаш Сатьяртхи — «За их борьбу против угнетения детей и молодёжи и за право всех детей на образование»[344].
- Экономика — Жан Тироль — «За анализ рынков и их регуляции»[345].

## Персоны года
Человек года по версии журнала Time — Образ работника здравоохранения, который борется с распространением вируса Эбола.

## Родились
- 10 декабря — Жак Оноре Ренье, наследный принц Монако.